# 야키우동

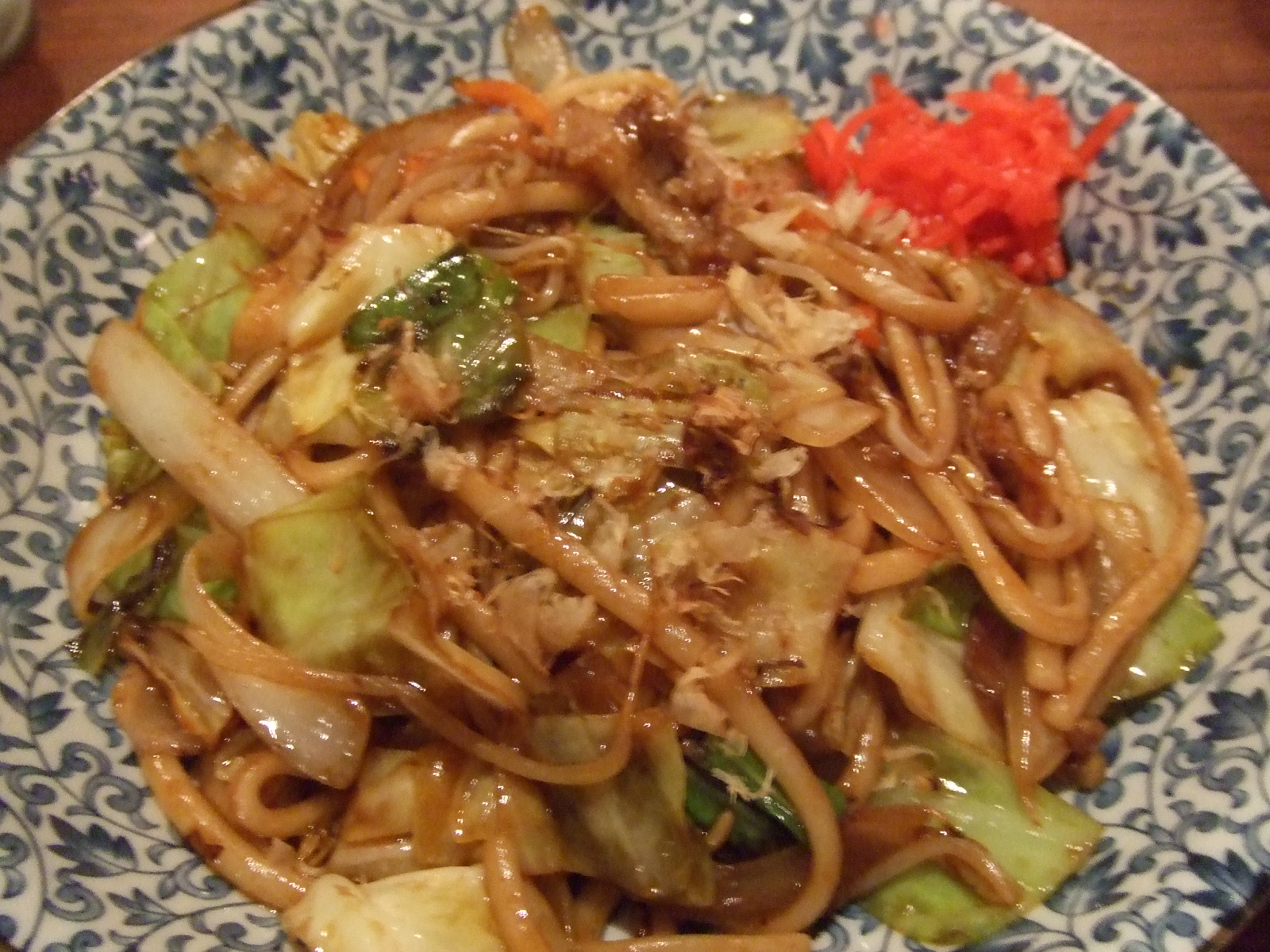
야키우동

야키우동(일본어: 焼きうどん 야키우돈[*])은 일본의 향토음식의 하나로, 우동을 고기와 채소와 함께 볶아 간장과 우스터 소스 등으로 맛을 낸 것을 말한다.

## 유래와 조리법
야키우동이 어디서 유래되었는지는 확실하지 않다. 야키소바에서 일반 면 대신에 우동면을 넣는 것 이외에는 조리법이 거의 같기 때문이다. 다만 1945년 기타큐슈시의 '다루마도'(だるま堂)라는 가게에서 야키소바의 면을 우동으로 대신하였다는 것이 처음이라는 이야기가 있다.
조리법은 야키소바와 같지만 소스를 쓰거나 간장과 소금, 후추를 양념으로 사용한다. 간장맛 야키우동에 식초를 넣어 간을 맞춰 먹기도 한다. 히로시마에서는 우스터 소스에 간장을 맞추어 내는 경우가 많으며 간장을 조미료로 쓰는 경우도 물론 적지 않다.

## 재료
야키우동에 들어가는 우동면의 경우 가게와 지역마다 다양한 종류의 면이 사용된다. 생면이나 냉장한 면, 건면에서 납작하게 민 면을 쓰기도 한다. 면 공장에서 생산되어 미리 삶아둔 국수를 쓰는 경우에는 전자레인지에만 돌려도 재료와 잘 볶아지기 때문에 빨리 조리하면서도 태우지 않고 먹을 수 있는 장점이 있다. 국수를 풀 때 우스터 소스를 쓰면 마지막에 면이 들러붙는 것을 방지할 수 있다.
면 이외에 들어가는 재료로는 돼지고기, 양배추, 양파, 콩나물이 주로 쓰이며 그 밖에 당근, 피망, 오뎅, 덴가스, 작은 새우 등을 쓸 수도 있다. 또 돼지고기 대신 소고기를 쓰는 경우도 있으며, 해산물 및 그 가공품도 가능하기 때문에 들어가는 재료의 범위는 크다고 할 수 있다. 조리한 뒤에는 야키소바와 마찬가지로 김(파래), 가쓰오부시, 파 등을 위에 올리며 생강절임을 곁들이기도 한다.

## 같이 보기
- 야끼우동